# Николаевский 2-й
Никола́евский 2-й — хутор в Пролетарском районе Ростовской области.
Административный центр Николаевского сельского поселения.

## Население
| 2010 |
| ---- |
| 978  |

## Улицы
- ул. Буденного,
- ул. Восточная,
- ул. Комсомольская,
- ул. Ленина,
- ул. Тимченко,
- ул. Школьная.